# Mausohrkolonien in der Rhön und im Grabfeld
Mausohrkolonien in der Rhön und im Grabfeld este o arie protejată (arie specială de conservare — SAC, sit de importanță comunitară — SCI) din Germania întinsă pe o suprafață de 0,03 ha, integral pe uscat.

## Localizare
Centrul sitului Mausohrkolonien in der Rhön und im Grabfeld este situat la coordonatele 50°17′08″N 10°05′58″E / 50.2856°N 10.0994°E.

## Înființare
Situl Mausohrkolonien in der Rhön und im Grabfeld a fost declarat sit de importanță comunitară în martie 2001 pentru a proteja 1 specie de animale. Situl a fost protejat și ca arie specială de conservare în aprilie 2016.

## Biodiversitate
Situată în ecoregiunea continentală, aria protejată nu include niciun habitat protejat.
La baza desemnării sitului se află o specie protejată de  mamifere: liliac comun (Myotis myotis).